# Laszlo Berkeczy
Laszlo Berkeczy (* 29. Juni 1925 in Miercurea Ciuc, Rumänien; † 30. Oktober 2009 in Eschwege) war ein rumänisch-deutscher Bildhauer. Er gehörte der Minderheit der Magyaren in Rumänien an.

## Leben und Werk
Nach dem Gymnasiumsbesuch und anschließender Lehrerausbildung studierte er von 1947 bis 1955 Malerei und Bildhauerei an der Akademie der schönen Künste in Bukarest sowie am Institut für bildende Künste in Klausenburg. Zwischen den Studiengängen war er als Lehrer tätig.
1955 bis 1975 arbeitete er in der Porzellanfabrik IRIS in Klausenburg als Dekormaler. Seit 1975 widmete er sich der Skulptur. In dieser Zeit nahm er mit seinen Werken an verschiedenen Ausstellungen in Klausenburg und Bukarest teil.
Im Jahre 1985 siedelte Laszlo Berkeczy nach Deutschland über, wo er 1985 und 1990 in Eschwege seine Skulpturen ausstellte. Eine weitere Ausstellung folgte 1995 in Rapperswil SG am Zürichsee (Schweiz). Seit 1991 war er Mitglied des Kasseler Kunstvereins.
- „Seine Werke sind aus dem Leben genommen, geben Einblick in das Alltägliche … Erst beim näheren Hinsehen weist eine feine Linienführung den Weg, wird aus der tönernen Figuren eine tiefgründige Geschichte, in der sich das Lebensbarometer von Laszlo Berkeczy widerspiegelt...“  (Skulpturen aus Meisterhand – Werra Rundschau vom 28. März 1990)